# Stranger in Moscow
Stranger in Moscow ist eine Pop-Ballade von Michael Jackson, die sich auf seinem Album HIStory – Past, Present and Future Book I befindet. Bei Kritikern fand der Song Zustimmung. Stranger in Moscow erreichte in insgesamt sieben Ländern die Top-10 der Charts.

## Entstehung
Jackson bestätigte mehrmals, dass er den Titel bereits schrieb, als die Dangerous World Tour in Moskau Halt machte, kurz nachdem er wegen Kindesmissbrauchs angezeigt worden war. Der Song zeigt autobiografische Merkmale Jacksons.
Eine frühe Version des Titels erschien 1994 im Computerspiel Sonic the Hedgehog 3.

## Musikvideo
Das schwarz-weiße Musikvideo zeigt eine Stadt, in der es regnet. Es werden mehrere spezielle Personen gezeigt, u. a. eine Frau im Café, ein Obdachloser und Jackson selbst. Momente werden immer in Slow-Motion gezeigt, z. B. eine umfallende Kaffeetasse. Der Regisseur des Videos war Nick Brandt, es wurde im Juli 1996 in Los Angeles gedreht und ist 5:35 Minuten lang.

## Live-Aufführungen
Michael Jackson sang den Song während der HIStory World Tour. Außerdem war Stranger in Moscow als Teil der Setlist der This-Is-It-Konzertserie geplant, die aufgrund von Jacksons Tod nicht mehr stattfinden konnte.

## Kommerzieller Erfolg

### Chartplatzierungen
| ChartsChartplatzierungen       | Höchstplatzierung | Wochen |
| ------------------------------ | ----------------- | ------ |
| Deutschland (GfK)              | 21 (19 Wo.)       | 19     |
| Österreich (Ö3)                | 7 (12 Wo.)        | 12     |
| Schweiz (IFPI)                 | 5 (15 Wo.)        | 15     |
| Vereinigte Staaten (Billboard) | 91 (2 Wo.)        | 2      |
| Vereinigtes Königreich (OCC)   | 4 (18 Wo.)        | 18     |

### Auszeichnungen für Musikverkäufe
| Land/Region                  | Auszeichnungen für Musikverkäufe (Land/Region, Auszeichnung, Verkäufe) | Verkäufe |
| ---------------------------- | ---------------------------------------------------------------------- | -------- |
| Vereinigtes Königreich (BPI) | Silber                                                                 | 200.000  |
| Insgesamt                    | 1× Silber ·                                                            | 200.000  |

Hauptartikel: Michael Jackson/Auszeichnungen für Musikverkäufe

## Besetzung
- Komposition: Michael Jackson
- Produktion: Michael Jackson
- Solo, Background Vocals, Beatboxing, Perkussion: Michael Jackson
- Gitarre: Steve Lukather, Brad Buxer
- Gitarre, Perkussion, Streicher: Brad Buxer
- Synthesizer Programmierung: Steve Porcaro
- Keyboards, Synthesizer: David Paich, Steve Porcaro, Brad Buxer
- Synclavier: Andrew Scheps
- Tontechnik: Bruce Swedien
- Mix: Bruce Swedien